# Veliko Kruševo
Krushevë e Madhe en albanais et Veliko Kruševo en serbe latin (en serbe cyrillique : Велико Крушево) est une localité du Kosovo située dans la commune/municipalité de Klinë/Klina et dans le district de Pejë/Peć. Selon le recensement kosovar de 2011, elle compte 585 habitants.

## Démographie

### Évolution historique de la population dans la localité
| 1948 | 1953 | 1961 | 1971  | 1981  | 1991  | 2011 |
| ---- | ---- | ---- | ----- | ----- | ----- | ---- |
| 695  | 799  | 958  | 1 171 | 1 303 | 1 470 | 585  |

|  |

### Répartition de la population par nationalités (2011)
En 2011, les Albanais représentaient 86,15 % de la population et les Roms 5,64 %.